# 후지와라노 요리쓰구
후지와라노 요리쓰구(일본어: 藤原頼嗣, 엔오 원년 음력 11월 21일(1239년 12월 17일) ~ 겐초 8년 음력 9월 25일(1256년 10월 14일))는 가마쿠라 막부의 5대 쇼군이다. 고셋케의 하나인 구조케(九條家) 출신의 쇼군(셋케쇼군)이다.

## 생애
가마쿠라 막부 4대 쇼군 후지와라노 요리쓰네와 곤노주나곤(權中納言) 후지와라노 지카요시의 딸 오오미야도노(大宮殿)의 아들로서 가마쿠라에서 태어난다.
간겐 2년(1244년), 당시의 싯켄 호조 쓰네토키를 에보시오야(烏帽子親)로 삼아 관례를 올리고, 아버지 요리쓰네로부터 불과 여섯 살의 나이에 쇼군직을 양도받아 취임한다. 이듬해인 간겐 3년(1245년)에는 쓰네토키의 16세 된 여동생 히와다히메(檜皮姬)를 정실로 맞이했다(히와다히메는 호지 원년인 1247년에 사망한다). 간겐 4년(1246년) 7월, 이른바 '미야(宮) 소동'에 의해 아버지 요리쓰네가 교토로 추방되고 이듬해 호지 원년(1247년) 6월에 요리쓰네의 가마쿠라 귀환을 기도한 호지의 난에서 쇼군케를 지지하던 미우라(三浦) 집안 등이 멸망한 뒤에도 요리쓰구는 여전히 쇼군으로서 가마쿠라에 머물렀지만, 겐초 3년(1251년), 요행(了行) 법사 등이 주도한 모반사건에 요리쓰네가 관여했다는 이유로 막부는 고사가 상황의 황자인 무네타카 친왕을 새로운 쇼군으로 추대하기로 결정하고 이듬해 요리쓰구는 14세의 나이로 쇼군직에서 해임, 어머니 오오미야도노와 함께 교토로 추방되었다.(이 해에 할아버지 구조 미치이에도 모반사건 관여에 대한 혐의를 받게 되고, 얼마 뒤 사망했다.)
4년 뒤인 고겐 원년(1256년) 8월에 아버지 요리쓰네가 사망하고, 뒤이어 9월 25일에 요리쓰구 자신도 홍역으로 향년 18세로 사망한다.

## 관력
※ 날짜 = 음력
- 간겐 2년(1244년) 음력 4월 21일: 관례.
  - 4월 28일: 종5위상 우근위 소장에 서임하고 정이대장군 선하.
  - 8월 25일: 정5위 아래 승서.
- 간겐 3년(1245년) 음력 1월 13일: 미노 곤스케 겸임.
- 간겐 4년(1246년) 음력 11월 23일: 종4위 아래로 승서. 우근위 소장 미노 곤스케여원.
- 호지 2년(1248년) 음력 8월 25일: 종4위상에 승서. 우근위 소장 미노 곤스케여원.
- 겐초 원년(1249년) 음력 1월 23일: 정4위 아래로 승서. 우근위 소장 미노 곤스케여원.
  - 6월 14일: 사콘에 중장으로 전임.
- 겐초 2년(1250년) 음력 1월 13일: 미노곤모리 겸임.
- 겐초 3년(1251년) 음력 6월 13일: 종3위로 승서. 좌근위 중장 여원
- 겐초 4년(1252년) 음력 2월 20일: 정이대장군 사직. 
  - 3월: 상경.